# Erigorgus brooksi
Erigorgus brooksi là một loài tò vò trong họ Ichneumonidae.